# Madeleine Didion
Barbe Françoise Madeleine Didion, dite Madeleine Didion, née  à  Nancy en 1798 et morte le 7 janvier 1836, est une brodeuse lorraine et bienfaitrice de la ville de Nancy.

## Biographie
Madeleine Didion, issue d'une famille pauvre de la Meurthe, entre en apprentissage de brodeuse à 15 ans, en 1813. À cette époque, la broderie blanche, implantée à Nancy par Joséphine Chenut (1752-1814), est en pleine expansion. En 1824, à la mort de son père, elle décide de créer son propre atelier de broderie afin de subvenir aux besoins de sa famille, en particulier de son frère impotent.
Lancée avec un investissement initial de 800 francs, elle vend son entreprise pour 250 000 francs dix ans plus tard à un M. Husson. Elle meurt deux ans plus tard, le 7 janvier 1836. Son testament rédigé en 1835 fait de la ville de Nancy la légataire de sa fortune et de ses biens immobiliers, dont un lavoir et un moulin,.

## Bienfaitrice de Nancy
Son legs donne à Nancy les moyens de maintenir sa place dans l'industrie de la broderie française : l'argent doit être utilisé pour la formation à la broderie de deux apprentis, l'un enfant de négociants pauvres, l'autre orphelin, sous forme de deux années passées à Lyon à étudier le dessin et le tissage, puis deux années de perfectionnement à Paris, et enfin une dernière année à Nancy, où ils auront l'obligation de s'établir,.
En 1849, alors que l'industrie de la broderie est en déclin, l'argent restant du legs sert à l'ouverture d'une école pour enfants défavorisés.

## Postérité
Un monument lui est dédié au cimetière de Préville, rond-point des bienfaiteurs, ; une rue de Nancy, la rue Didion, porte son nom, ainsi que l'école maternelle Didion rue Saint-Thiébaut, et l'école élémentaire Didion-Raugraff boulevard Joffre, où son nom est associé à celui de Barbe-Hyacinthe Raugraff (1780-1839), autre bienfaiteur de la ville de Nancy.